# 15-hidroksiprostaglandin dehidrogenaza (NADP+)
15-hidroksiprostaglandin dehidrogenaza (+) (EC 1.1.1.197, NADP-zavisna 15-hidroksiprostaglandinska dehidrogenaza, NADP-specifična 15-hidroksiprostaglandinska dehidrogenaza, tip II 15-hidroksiprostaglandinska dehidrogenaza, 15-hidroksiprostaglandinska dehidrogenaza (NADP)) je enzim sa sistematskim imenom (13E)-(15S)-11alfa,15-dihidroksi-9-oksoprost-13-enoat:NADP+ 15-oksidoreduktaza. Ovaj enzim katalizuje sledeću hemijsku reakciju
(13E)-(15S)-11alfa,15-dihidroksi-9-oksoprost-13-enoat + + {\displaystyle \rightleftharpoons } (13E)-11alfa-hidroksi-9,15-dioksoprost-13-enoat + +
Ovaj enzim deluje na prostaglandine E2, F2alfa i B1, ali ne na prostaglandin D2 (cf. EC 1.1.1.141, 15-hidroksiprostaglandin dehidrogenaza (+) i EC 1.1.1.196, 15-hidroksiprostaglandin-D dehidrogenaza (+)). Može da bude identičan sa EC 1.1.1.189, prostaglandin-E2 9-reduktazom.

## Literatura
- Nicholas C. Price; Lewis Stevens (1999). Fundamentals of Enzymology: The Cell and Molecular Biology of Catalytic Proteins (Third изд.). USA: Oxford University Press. ISBN 019850229X.
- Eric J. Toone (2006). Advances in Enzymology and Related Areas of Molecular Biology, Protein Evolution (Volume 75 изд.). Wiley-Interscience. ISBN 0471205036.
- Branden C; Tooze J. Introduction to Protein Structure. New York, NY: Garland Publishing. ISBN 0-8153-2305-0.
- Irwin H. Segel. Enzyme Kinetics: Behavior and Analysis of Rapid Equilibrium and Steady-State Enzyme Systems (Book 44 изд.). Wiley Classics Library. ISBN 0471303097.

## Spoljašnje veze
- 15-hydroxyprostaglandin+dehydrogenase+(NADP+) на 